# Lijst van voetbalinterlands Britse Maagdeneilanden - Cuba
Deze lijst van voetbalinterlands is een overzicht van alle officiële voetbalwedstrijden tussen de nationale teams van de Britse Maagdeneilanden en Cuba. De landen speelden tot op heden een keer tegen elkaar. Dat was een kwalificatiewedstrijd voor het Wereldkampioenschap voetbal 2022, op 2 juni 2021 in Guatemala-Stad (Guatemala).

## Wedstrijden
| № | Plaats         | Datum       | Competitie           | Wedstrijd                     | Uitslag |
| - | -------------- | ----------- | -------------------- | ----------------------------- | ------- |
| 1 | Guatemala-Stad | 2 juni 2021 | WK 2022 kwalificatie | Cuba − Britse Maagdeneilanden | 5 − 0   |

## Samenvatting
| Competitie      | Totaal gespeeld | Winst Br. Maagdeneil. | Gelijk | Winst Cuba | Doelsaldo Br. Maagdeneil. – Cuba |
| --------------- | --------------- | --------------------- | ------ | ---------- | -------------------------------- |
| WK-kwalificatie | 1               | 0                     | 0      | 1          | 0 − 5                            |
| Totaal          | 1               | 0                     | 0      | 1          | 0 − 5                            |